# Calasiao
Calasiao är en kommun i Filippinerna och ligger i provinsen Pangasinan, Ilocosregionen. Den hade 85 419 invånare vid folkräkningen 2007.
Kommunen är uppdelad i 24 smådistrikt, barangayer, varav samtliga är klassificerade som urbana.
|  |  |